# 1790
1790 (хиляда седемстотин и деветдесета) година (MDCCXC) е:
- обикновена година, започваща във вторник по юлианския календар;
- обикновена година, започваща в петък по григорианския календар (с 11 дни напред за 18 век).

Тя е 1790-ата година от новата ера и след Христа, 790-ата от 2-ро хилядолетие и 90-ата от 18 век.

## Родени
- 1 юни – Фердинанд Раймунд, австрийски драматург († 1836 г.)
- 17 ноември – Аугуст Мьобиус, немски математик и астроном († 1868 г.)
- 16 декември – Леополд I, крал на белгийците († 1865 г.)
- 23 декември – Жан-Франсоа Шамполион, френски египтолог († 1833 г.)

## Починали
- 20 февруари – Йозеф II, император на Свещената Римска империя (* 1741 г.)
- 17 април – Бенджамин Франклин, американски общественик (* 1706 г.)
- 17 юли – Адам Смит, шотландски икономист и философ (* 1723 г.)
- 17 юли – Йохан II Бернули, швейцарски математик (* 1710 г.)